# 白玉山
38°48′36″N 121°15′11″E / 38.81013°N 121.25296°E
白玉山是大连市旅顺口区城区内的一座山，位于市区中心地带，海拔130米。

## 名称来历
白玉山原名西官山。清末洋务运动在山下海湾内兴建北洋海军基地——旅顺港。1880年李鸿章视察旅顺，与光绪帝之父醇亲王奕譞登临此山山顶，当得知对面山名为黄金山时，说有黄金必有白玉，于是更名为白玉山。另有说法是早年山石洁白如玉而得名。1995年，白玉山被命名为大连市爱国主义教育基地。

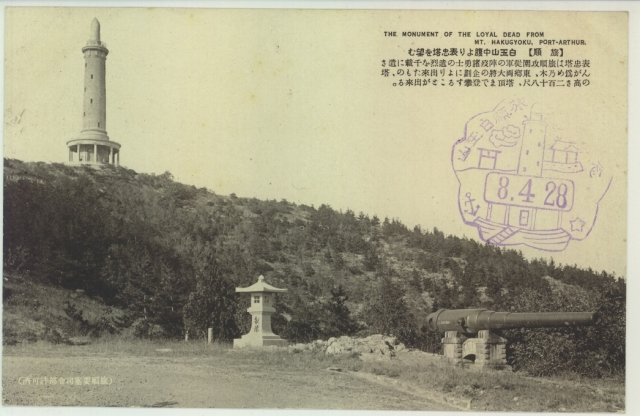
白玉山塔

## 白玉山塔

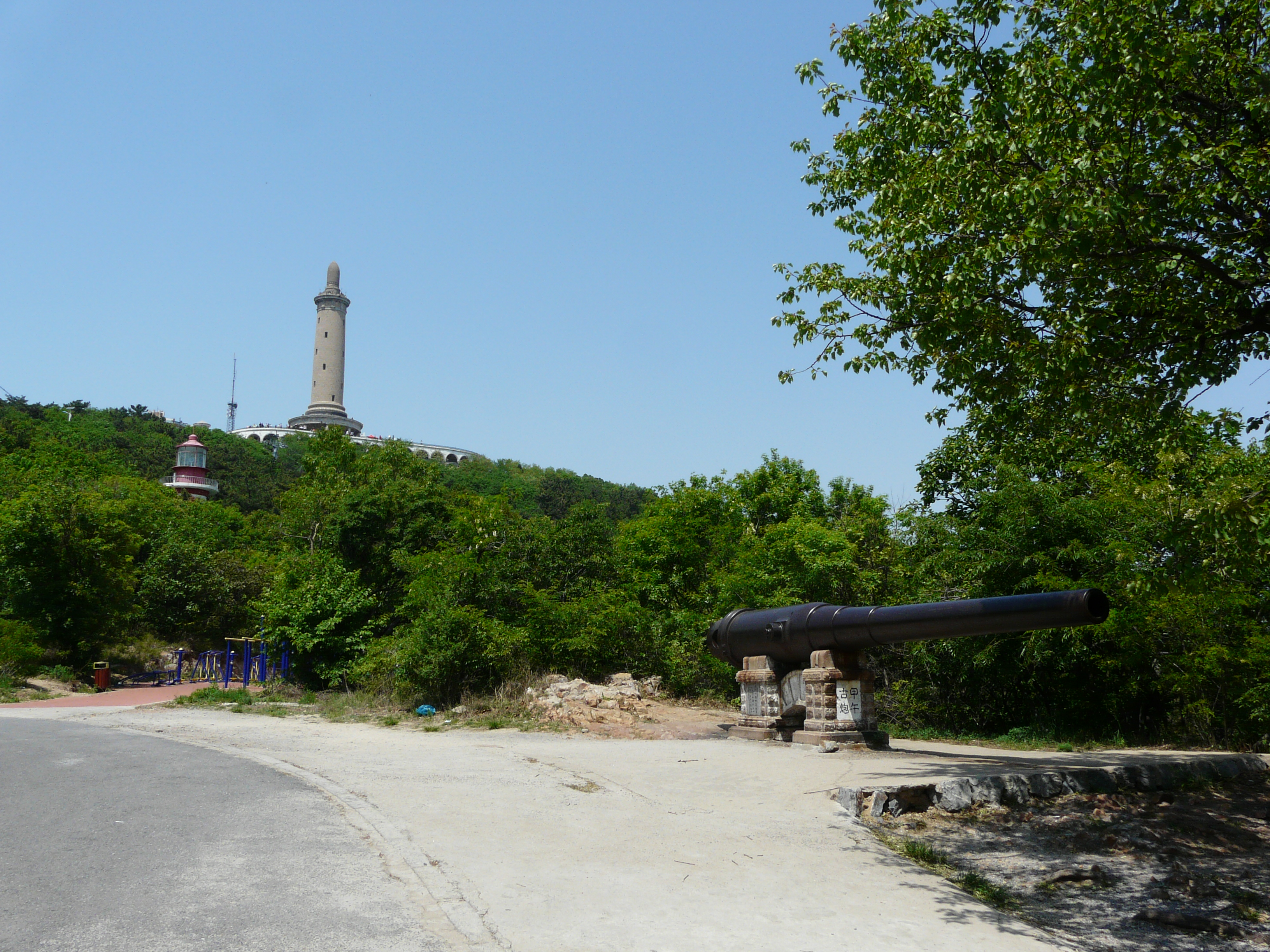
大连市旅顺口区　白玉山

白玉山塔位于白玉山巅，是日俄战争结束后日本为纪念在旅顺战死的日军官兵而兴建，当时名为“表忠塔”，高66.8米，塔顶为炮弹形。为建此塔强征三千余中国劳工，历时两年半。